# کوکوهونشا

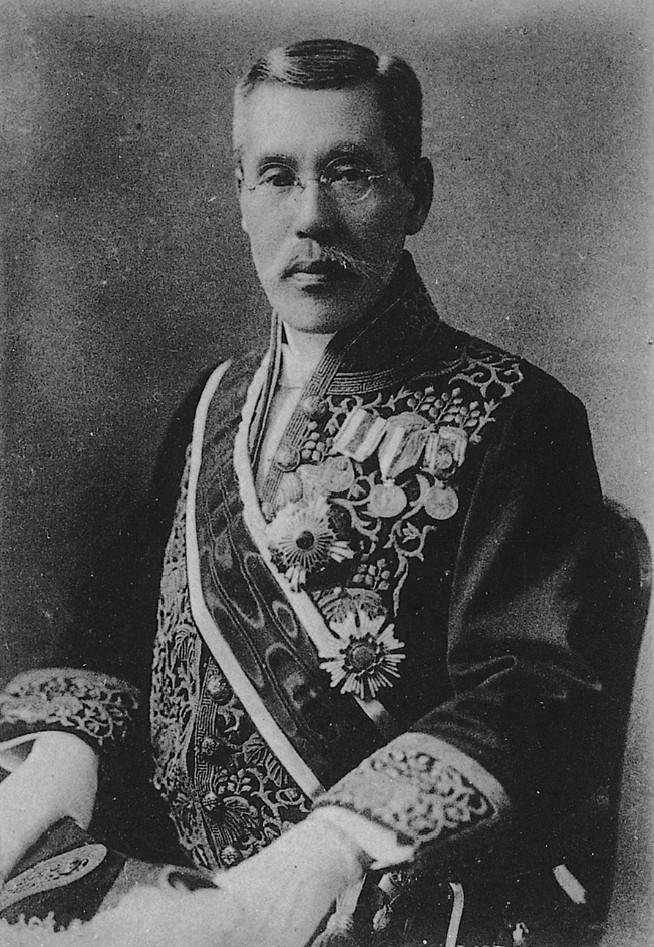
هیرانوما کی‌ایچیرو بنیانگذار کوکوهونشا

کوکوهونشا، انجمن بنیاد ملی (به ژاپنی: 国本社, Kokuhonsha) یک گروه سیاسی ملی‌گرایی ژاپنی در اواخر دهه ۱۹۲۰ و اوایل دهه ۱۹۳۰ بود. این گروه در سال ۱۹۲۴ توسط وزیر دادگستری ژاپن و نماینده مجلس اشراف هیرانوما کی‌ایچیرو بنیان‌گذاری شد.